# Federica Ciampoli
Federica Ciampoli (Ortona, 5 febbraio 1980) è un'ex cestista italiana.
Ala/Pivot di 190 cm, ha giocato in Serie A1 con Parma, Varese, Chieti e Schio ed è stata capitano della Nazionale italiana.

## Carriera
Dotata di notevoli mezzi fisici, ha mosso i primi passi nella società cestistica della Despar Pescara, esordendo in A1 nel 1995 a soli 15 anni.
Successivamente il trasferimento al Basket Parma, per poi approdare alla Valtarese 2000 (A2) nella stagione 1997-98, risultando la miglior rimbalzista (150) e la miglior realizzatrice (298).
Ha disputato la stagione 1999-2000 nella Basket Laghi Varese (A1), ottenendo il titolo di MVP Giovane 2000, e quella successiva ancora a Varese, retrocedendo in A2; è poi passata al Cus Chieti.
Dal 2002 al 2005 ha vestito la canotta della Meverin Parma, partecipando nel 2004 alla serie play-off e disputando diverse competizioni internazionali per club.
Attualmente milita nella formazione del Famila Schio con la quale ha vinto lo scudetto 2006 e la Supercoppa 2005 e 2006, con la quale ha disputato anche l'Eurolega, la maggiore competizione europea riservata alle migliori formazioni continentali.
Notevole il suo curriculum anche nelle nazionali giovanili: 19 gare in quella Cadette (84 punti), 17 gare in quella Juniores (194 punti) e 8 in quella Under 20 (89 punti).
Ha vinto la medaglia d'argento agli Europei Cadette di Cetniewo (1995) ed ha partecipato ai XVIII Campionati Europei Juniores in Turchia (1998). Nel 2003 medaglia d'argento alle Universiadi di Taegu (Corea del Sud)  Nel 1999 Europeo Under 20 (Repubblica Ceca) e nel 2001 medaglia d'argento ai Giochi del Mediterraneo Under 20. Campione del Mondo Adidas Streetball 1997 e 1998, medaglia d'argento alle Universiadi 2003 e Supercoppa italiana 2002.
Con la maglia azzurra ha fatto il suo esordio il 28 novembre 1999 nella gara contro la Russia realizzando 2 punti; la sua miglior prestazione risulta essere di 17 punti nella gara contro l'Ungheria alle Universiadi del 2003.
Con l'Italia, della quale riveste il titolo di capitano, nel corso dell'estate 2005 ha disputato le qualificazioni per la 30ª Edizione dei Campionati Europei e nell'estate 2006 ha disputato anche il trofeo delle 10 nazioni (Chieti) in preparazione alla prossima edizione dei Campionati europei di basket femminile che si svolgeranno dal 24 settembre al 5 ottobre 2007 nelle sedi di Chieti, Vasto, Ortona e Lanciano.
Ha inoltre conseguito il diploma di ragioneria e si è laureata presso la Facoltà di Economia e Commercio.
Il 3 aprile 2008 ha vinto l'EuroCup, in seguito alla vittoria di Schio a Mosca per 78-69.
Inoltre il 3 maggio 2008 ha conquistato lo scudetto nel campionato italiano con il Famila Wuber Schio battendo in finale la Phard Napoli per 78-65.

## Statistiche

### Cronologia presenze e punti in Nazionale
| Cronologia completa delle presenze e dei punti in Nazionale - Italia | Cronologia completa delle presenze e dei punti in Nazionale - Italia | Cronologia completa delle presenze e dei punti in Nazionale - Italia | Cronologia completa delle presenze e dei punti in Nazionale - Italia | Cronologia completa delle presenze e dei punti in Nazionale - Italia | Cronologia completa delle presenze e dei punti in Nazionale - Italia | Cronologia completa delle presenze e dei punti in Nazionale - Italia | Cronologia completa delle presenze e dei punti in Nazionale - Italia |
| Data                                                                 | Città                                                                | In casa                                                              | Risultato                                                            | Ospiti                                                               | Competizione                                                         | Punti                                                                | Note                                                                 |
| -------------------------------------------------------------------- | -------------------------------------------------------------------- | -------------------------------------------------------------------- | -------------------------------------------------------------------- | -------------------------------------------------------------------- | -------------------------------------------------------------------- | -------------------------------------------------------------------- | -------------------------------------------------------------------- |
| 26-7-2007                                                            | Cavalese                                                             | Italia                                                               | 55 - 61                                                              | Russia                                                               | Amichevole                                                           | 4                                                                    | [ 2 ]                                                                |
| 27-7-2007                                                            | Cavalese                                                             | Italia                                                               | 85 - 76                                                              | Russia                                                               | Amichevole                                                           | 10                                                                   | [ 3 ]                                                                |
| 13-8-2007                                                            | Bormio                                                               | Italia                                                               | 85 - 67                                                              | Turchia                                                              | Torneo amichevole                                                    | 7                                                                    | [ 4 ]                                                                |
| 14-8-2007                                                            | Bormio                                                               | Italia                                                               | 60 - 63                                                              | Russia                                                               | Torneo amichevole                                                    | 3                                                                    | [ 5 ]                                                                |
| 28-8-2007                                                            | Kuşadası                                                             | Turchia                                                              | 65 - 57                                                              | Italia                                                               | Torneo amichevole                                                    | 2                                                                    | [ 6 ]                                                                |
| 29-8-2007                                                            | Kuşadası                                                             | Lituania                                                             | 83 - 62                                                              | Italia                                                               | Torneo amichevole                                                    | 9                                                                    | [ 7 ]                                                                |
| 30-8-2007                                                            | Kuşadası                                                             | Serbia                                                               | 82 - 68                                                              | Italia                                                               | Torneo amichevole                                                    | 14                                                                   | [ 8 ]                                                                |
| 7-9-2007                                                             | Porto San Giorgio                                                    | Italia                                                               | 83 - 74                                                              | Belgio                                                               | Torneo amichevole                                                    | 6                                                                    | [ 9 ]                                                                |
| 9-9-2007                                                             | Porto San Giorgio                                                    | Italia                                                               | 63 - 60                                                              | Turchia                                                              | Torneo amichevole                                                    | 2                                                                    | [ 10 ]                                                               |
| 15-9-2007                                                            | Cervia                                                               | Italia                                                               | 88 - 101 dts                                                         | Croazia                                                              | Torneo amichevole                                                    | 2                                                                    | [ 11 ]                                                               |
| 20-9-2007                                                            | Cervia                                                               | Italia                                                               | 57 - 50                                                              | Turchia                                                              | Amichevole                                                           | 0                                                                    | [ 12 ]                                                               |
| 24-9-2007                                                            | Chieti                                                               | Italia                                                               | 55 - 60                                                              | Russia                                                               | EuroBasket 2007 - Prima fase Girone C                                | 0                                                                    | [ 13 ]                                                               |
| 25-9-2007                                                            | Chieti                                                               | Italia                                                               | 65 - 55                                                              | Grecia                                                               | EuroBasket 2007 - Prima fase Girone C                                | 2                                                                    | [ 14 ]                                                               |
| 26-9-2007                                                            | Chieti                                                               | Italia                                                               | 48 - 64                                                              | Francia                                                              | EuroBasket 2007 - Prima fase Girone C                                | 2                                                                    | [ 15 ]                                                               |
| 29-9-2007                                                            | Ortona                                                               | Italia                                                               | 64 - 79                                                              | Spagna                                                               | EuroBasket 2007 - Seconda fase Girone F                              | 2                                                                    | [ 16 ]                                                               |
| 1-10-2007                                                            | Ortona                                                               | Italia                                                               | 64 - 43                                                              | Serbia                                                               | EuroBasket 2007 - Seconda fase Girone F                              | 9                                                                    | [ 17 ]                                                               |
| 3-10-2007                                                            | Ortona                                                               | Italia                                                               | 51 - 66                                                              | Bielorussia                                                          | EuroBasket 2007 - Seconda fase Girone F                              | 0                                                                    | [ 18 ]                                                               |
| 25/07/2008                                                           | Bormio                                                               | Italia                                                               | 66 - 58                                                              | Lituania                                                             | Torneo amichevole                                                    | 7                                                                    | [ 19 ]                                                               |
| 26/07/2008                                                           | Bormio                                                               | Italia                                                               | 66 - 69                                                              | Belgio                                                               | Torneo amichevole                                                    | 4                                                                    | [ 20 ]                                                               |
| 31/07/2008                                                           | Poprad                                                               | Slovacchia                                                           | 79 - 52                                                              | Italia                                                               | Torneo amichevole                                                    | 0                                                                    | [ 21 ]                                                               |
| 01/08/2008                                                           | Poprad                                                               | Italia                                                               | 68 - 70                                                              | Canada                                                               | Torneo amichevole                                                    | 0                                                                    | [ 22 ]                                                               |
| 02/08/2008                                                           | Poprad                                                               | Italia                                                               | 70 - 58                                                              | Germania                                                             | Torneo amichevole                                                    | 3                                                                    | [ 23 ]                                                               |
| 13-8-2008                                                            | Danzica                                                              | Polonia                                                              | 63 - 59                                                              | Italia                                                               | Qual. Euro 2009 - Gruppo B                                           | 0                                                                    | [ 24 ]                                                               |
| 27-8-2008                                                            | Chieti                                                               | Italia                                                               | 55 - 63                                                              | Turchia                                                              | Qual. Euro 2009 - Gruppo B                                           | 3                                                                    | [ 25 ]                                                               |
| Totale                                                               |                                                                      | Presenze                                                             | 24                                                                   |                                                                      | Punti                                                                | 91                                                                   |                                                                      |

## Palmarès
- EuroCup Women: 1
Beretta Famila Schio: 2007-08